# Mitteregg (Gemeinde Aspangberg-St. Peter)
Mitteregg ist ein Dorf in der Gemeinde Aspangberg-St. Peter in Niederösterreich.
Das Dorf befindet sich an der Ostflanke des Wechsels und gehört zum Ortsteil Langegg. Es besteht aus landwirtschaftlichen Gehöften und einigen Einfamilienhäusern.

## Geschichte
Bereits im Franziszeischen Kataster von 1820 ist diese Stelle die Siedlungen vermerkt. Laut Adressbuch von Österreich waren im Jahr 1938 in Mitteregg zwei Schuster und einige Landwirte ansässig, außerdem bestand hier das Erholungsheim Einigkeit.